# 石子順造
石子 順造（いしこ じゅんぞう、1928年10月12日 - 1977年7月21日）は、美術評論家、漫画評論家。東京都出身。本名は木村泰典。
戦前の前衛、アングラ芸術、デザイン、漫画などを対象に評論活動を展開し、独自の見解を示す。日本の漫画評論においては先駆け的存在であった。

## 経歴
東京大学経済学部を卒業後、大学院で美術史を専攻。1956年に静岡県清水市の物流会社である鈴与倉庫に入社。営業課に籍を置くかたわら、評論活動を開始する。
1960年、画家の伊藤隆史・鈴木慶則らと評画誌『フェニックス』を創刊。
1964年、鈴与（鈴与倉庫の親会社）総務部を退社し上京。本格的に評論活動を開始。池田龍雄論などを展開。
1967年には、菊地浅次郎（山根貞男）、梶井純、権藤晋と、日本初の漫画評論同人誌「漫画主義」を創刊。白土三平、つげ義春、水木しげる等を評論の対象とした。（『漫画主義』は1978年から『夜行』に吸収された。）
1967年、手塚治虫の参加する「漫画集団」の閉鎖性と、手塚の主催するアニメスタジオ「虫プロダクション」の放漫経営について批判する文章を『週刊大衆』誌上に発表したことから、手塚が激怒。手塚の主催する雑誌『COM』誌上での論争に発展する。石子順が手塚と親しかったのに対し、石子順造は手塚との関係は悪かった。
また、1974年の著書、『キッチュの聖と俗』は、当時、キッチュ的な題材を作品に取り込んでいた、横尾忠則、赤瀬川原平らと共鳴する内容であった。
現代美術のジャンルでは、「トリックス・アンド・ヴィジョン:盗まれた眼」展（1968年、東京画廊・村松画廊）を中原佑介（美術評論家）と共同企画し、「第9回現代日本美術展」（1969年）の第三部門（コンクール）洋画（油彩・水彩・デッサン・版画）部門の審査員のひとりであった。
肺がんのため東京都豊島区の病院で死去。病床の石子はしきりにつげ義春に会いたがった。
死後に『コミック論』『キッチュ論』『イメージ論』の著作集全3巻が刊行された。

## 著書

### 単著
- マンガ芸術論 現代日本人のセンスとユーモアの功罪 富士書院, 1967
- 現代マンガの思想 太平出版社, 1970
- 表現における近代の呪縛 川島書店, 1970
- 俗悪の思想 日本的庶民の美意識 太平出版社, 1971
- キッチュの聖と俗 続・日本的庶民の美意識 太平出版社, 1974
- 戦後マンガ史ノート 紀伊国屋新書, 1975、新装単行判1980、同「精選復刻 紀伊国屋新書」1994
- 子守唄はなぜ哀しいか 近代日本の母像 講談社, 1976／復刊・柏書房, 2006
- ガラクタ百科 身辺のことばとそのイメージ 平凡社, 1978、新版2000
- 石子順造著作集 全3巻 喇嘛舎, 1986-88
- マンガ/キッチュ 石子順造サブカルチャー論集成 小学館クリエイティブ, 2011

### 共著・編集など
- 現代漫画論集 梶井純・菊池浅次郎・権藤晋共著 青林堂 1969、新版1982
- キッチュ まがいものの時代 上杉義隆・松岡正剛共編 ダイヤモンド社, 1971
- マンガ家・イラストレーターになるには 編集 ぺりかん社〈なるにはBooks〉, 1972
- 小絵馬図譜 封じこめられた民衆の祈り 編著 芳賀書店〈芳賀芸術叢書〉, 1972
- 劇画の思想 菊地浅次郎・権藤晋共著 太平出版社, 1973
- 石子順造的世界　美術発・マンガ経由・キッチュ行 府中美術館編 美術出版社, 2011